# Ceràmica cartaginesa

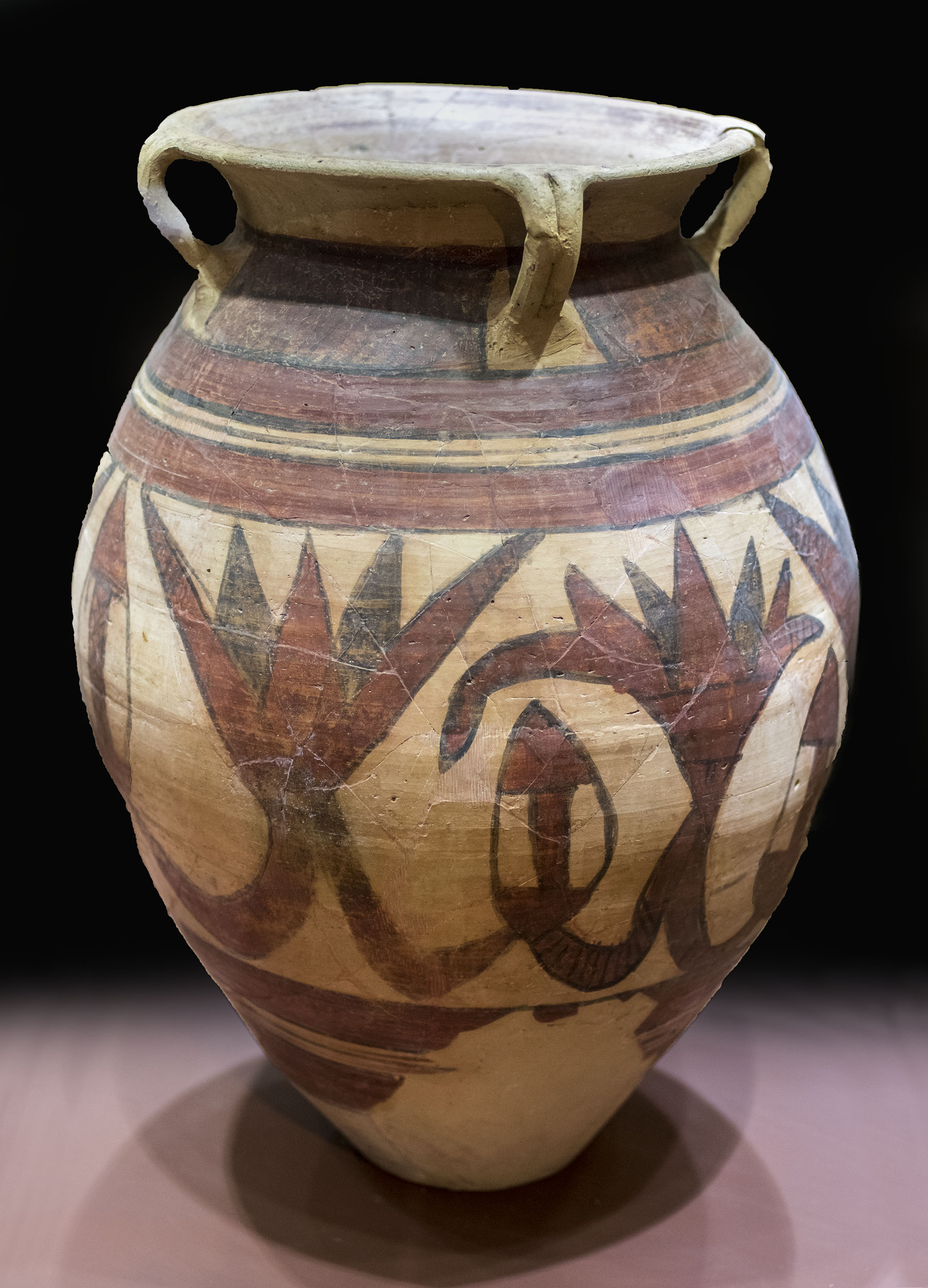
Atuell de 60 cm d'alçada per 45 de diàmetre, datat del 650-550 ae

Ceràmica cartaginesa o ceràmica púnica fou la produïda en l'antiguitat per la nació i Imperi de Cartago en la seua expansió mediterrània. Caro Bellido data la transició de l'aixovar ceràmic fenici al període d'influència cartaginés cap a l'any 550 ae. Ha estat estudiada per especialistes clàssics com Pierre Cintas, D. B. Harden o Anna Maria Bisi (1938–1988). Se'n distingeixen dos períodes principals, l'antic, amb les seues característiques bandes o franges paral·leles horitzontals decorant les peces, que quasi desapareixen en el període final, amb una ceràmica monocroma més funcional de engalba vermella, com els típics atuells fenicis d'embocadura i coll trilobulat o amb "boca de bolet", o les àmfores i pitos grans, utilitzats per a guardar i transportar mercaderies.

## Terracotes i màscares

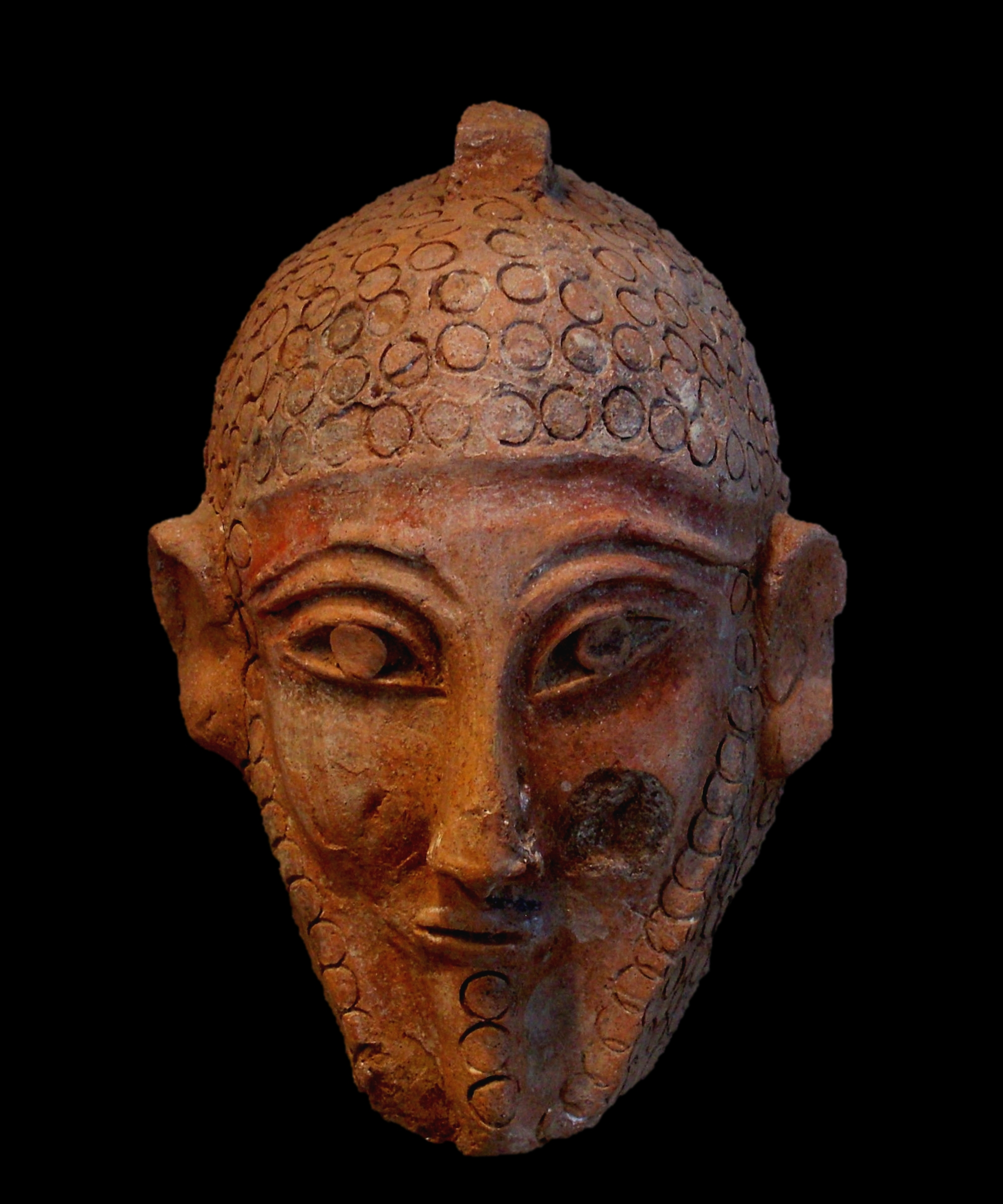
Màscara púnica. Museu del Bard, Tunísia

La ceràmica fenícia i especialment el seu desenvolupament en el període cartaginés té entre els seus productes més característics i singulars una variada col·lecció de terracotes de representacions humanes i una paral·lela mostra de màscares, elaborades per a diversos usos, com les exposades en el Museu Nacional del Bard de la capital tunisiana.

### Mediterrània occidental
A la península Ibèrica, la terrissa cartaginesa, hereva de la fenícia, perduraria entre el 500 ae i la romanització, amb abundants mostres a les Balears, País Valencià i Andalusia.
També pot esmentar-se, en els enclavaments de la Mediterrània occidental d'herència fenícia, el jaciment nord-africà de Sidi Abdeselam del Behar, al costat de Tetuan.

## Urnes funeràries

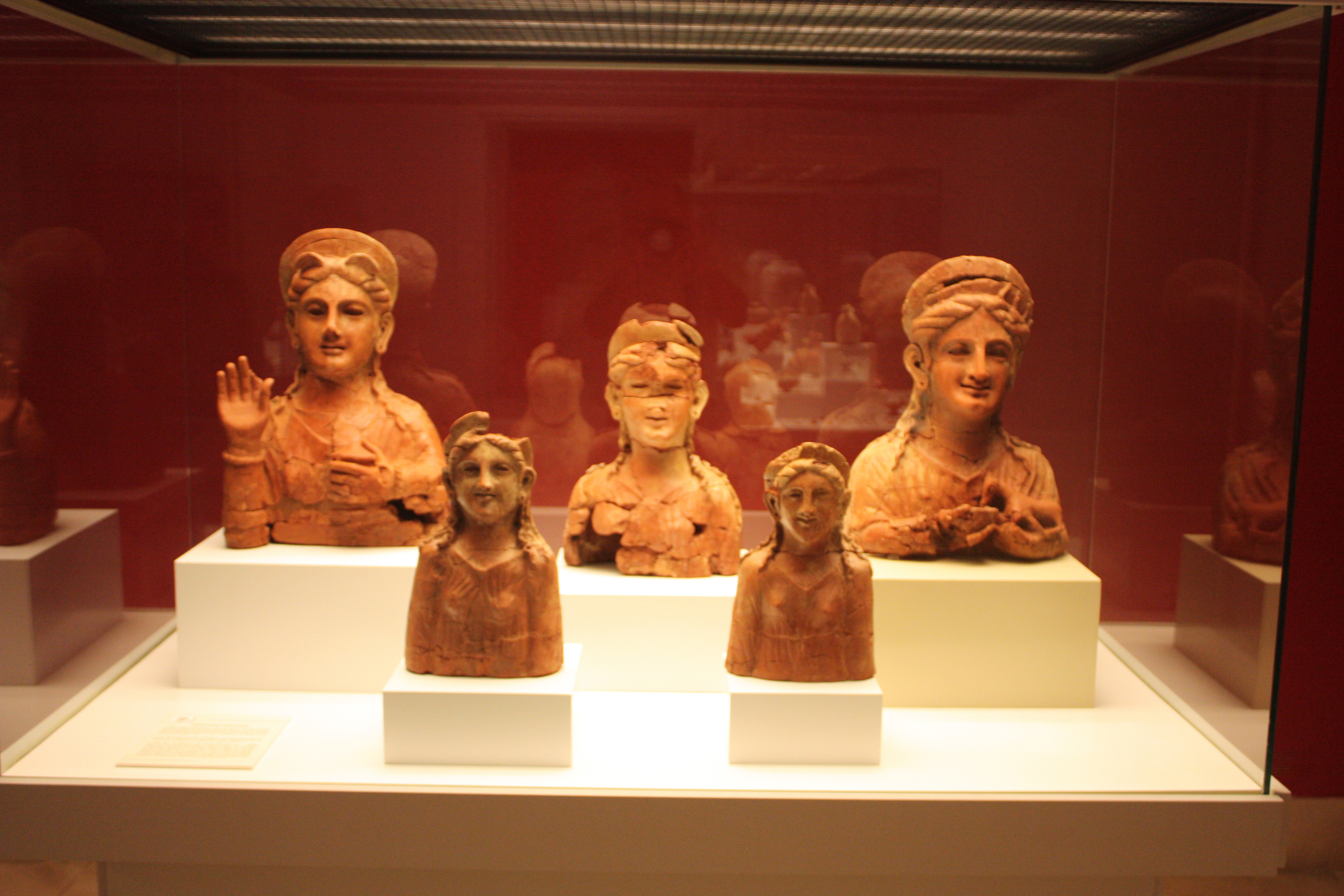
Urnes funeràries. Museu de Cadis

Continuant usos funeraris ceràmics ja documentats a Tir,[9] el costum de guardar cendres familiars en recipients com el pitos,[10] o vasos amb la morfologia dels craters del bronze tardà, arribaria a generar una diversa morfologia d'urnes, grans terracotes de busts de dees de lligadura trenada, o dones enjoiades, amb una cavitat que duplicava el valor decoratiu amb el del seu ús com a recipient, tot això en un context ritual o religiós. Els exemples aportats per l'arqueologia mediterrània són nombrosos. Des dels atuells trobats a Sulcis (Sardenya),[11] fins als variats aixovars funeraris de l'entorn gadità.

## Museus
La ceràmica cartaginesa, àmpliament localitzada en jaciments arqueològics i present en museus específics com el Museu Nacional i el Paleocristià de Cartago,[6] entre d'altres centres semblants d'Egipte, estat espanyol, Grècia, Itàlia, Tunísia i altres estats de la riba mediterrània, té a més representació en institucions com el Louvre, el Museu Britànic, i el Museu Metropolità d'Art de Nova York.

## Una dama eivissenca
De l'abundant producció de terracotes de la ceràmica púnica, pot escollir-se com a objecte d'anàlisi la dama d'Eivissa, una de les moltes estatuetes que representen una dea cartaginesa (potser Tanit en l'estela d'ídols de la dea fenícia Astarte).

## Galeria d'imatges

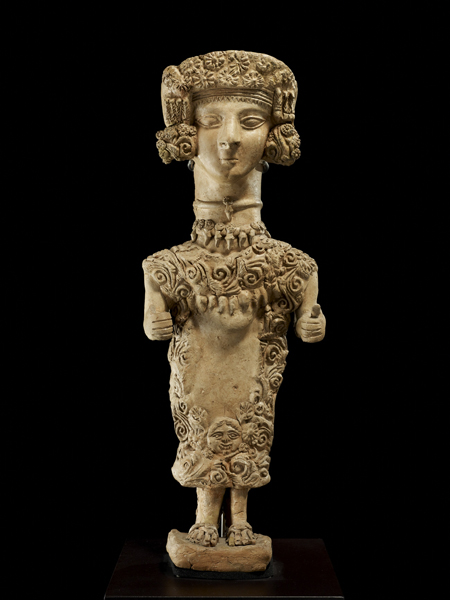
Dama d'Eivissa (frontal)
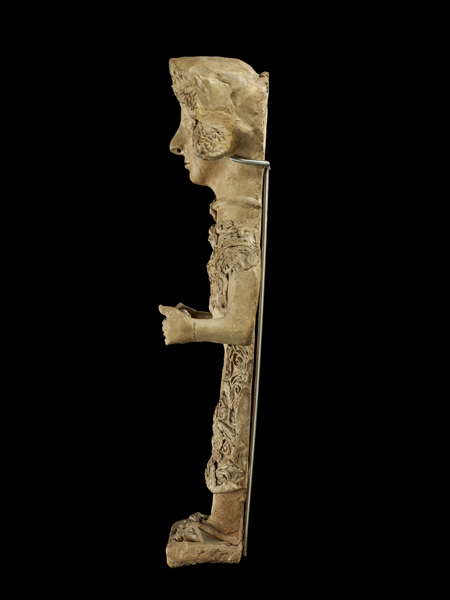
Dama d'Eivissa (lateral)
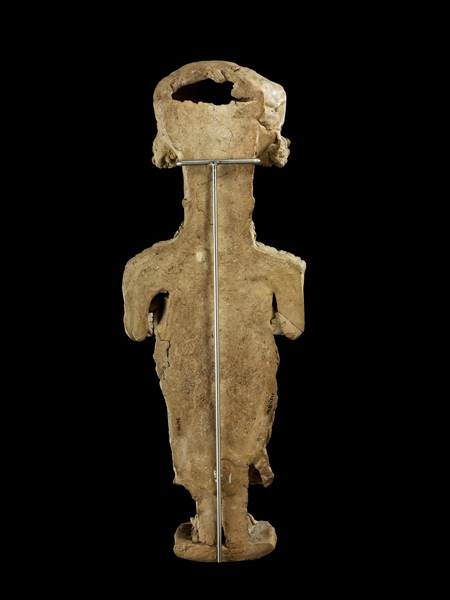
Dama d'Eivissa (dors)